# Explicațiile oficiale privind OZN-urile
Explicațiile guvernelor și a alor organizații despre OZN-uri cuprind o întreagă listă cu fenomene, lucruri și ființe terestre care pot fi confundate cu OZN-uri. Această listă este redată în continuare:

## Listă de explicații

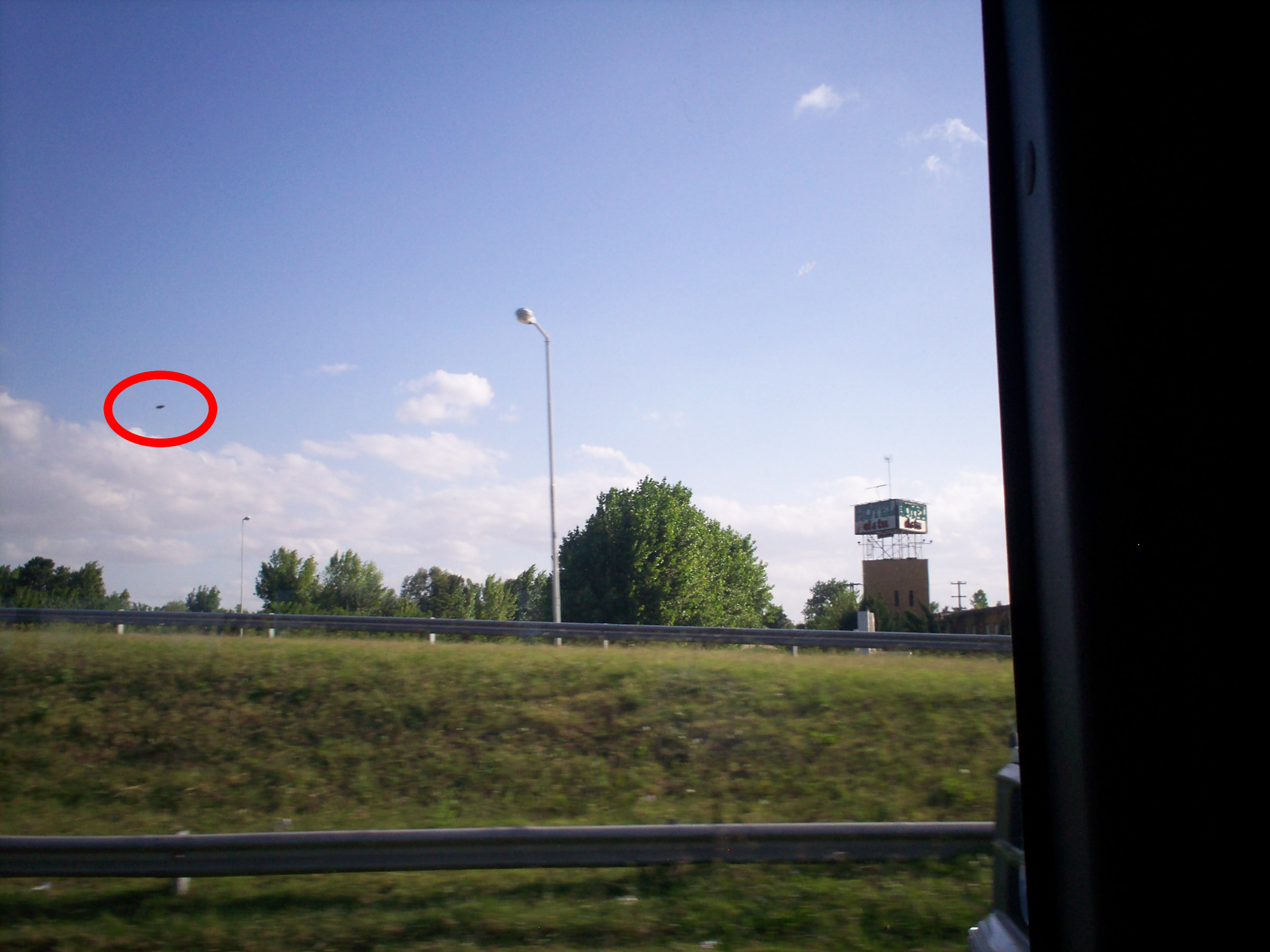

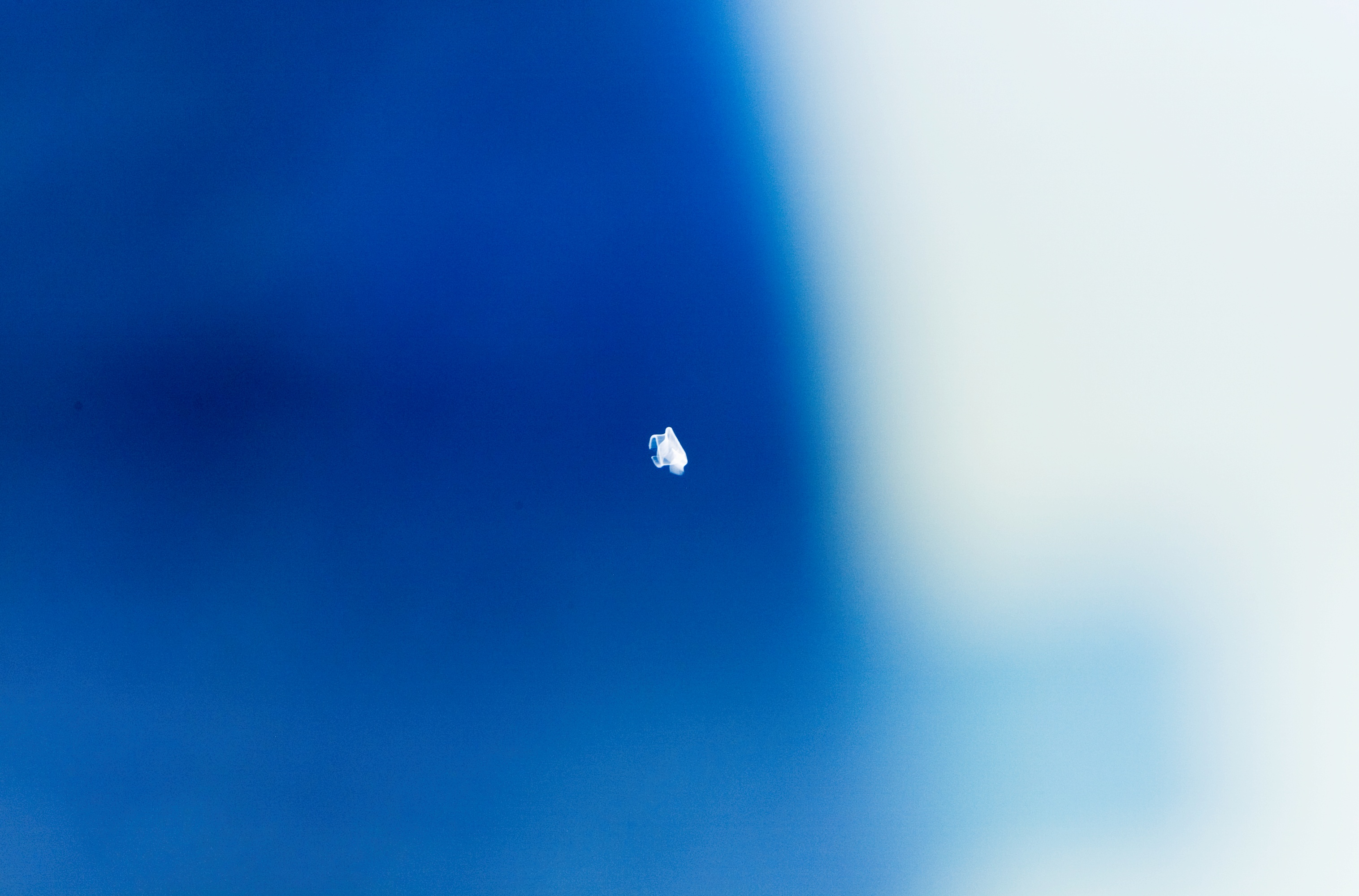
Obiect necunoscut văzut la 19 septembrie 2006

- sateliții artificiali (începând din 1957)
- luminile avioanelor
- luminile elicopterelor
- trepte de rachete sau părți din navele spațiale care se prăbușesc și ard la intrarea în atmosfera terestră
- avioane de luptă fără pilot
- reflexiile unor incendii sau faruri de la sol
- planete strălucitoare, mai ales Venus
- stele strălucitoare
- nori lenticulari
- nori stratosferici (îndeosebi în amurg)
- meteoriți
- comete
- miraje produse de aerul cald
- vârtejuri de zăpadă
- stoluri compacte de păsări (mai ales responsabile pentru efectele pe radar)
- inversiuni bruște ale temperaturii
- baloane meteorologice
- arme aeriene secrete
- efecte ale aurorelor boreale
- efecte produse de Soare, Lună
- mase de aer ionizat
- erupții vulcanice
- ciuperci atomice sau fragmente din acestea
- fulgere globulare
- roiuri nocturne de insecte, care devin luminescente în urma unor descărcări atmosferice

## Statistici
Aproximativ 95% din cele peste 60 milioane de rapoarte care descriu apariția unor OZN-uri din ultimele șase decenii au fost explicate în cele din urmă cu identificarea cu o componentă a listei de mai sus. Cele 5 % rămase neexplicate constituie un număr uriaș.

## Tehnici de disimulare
În anii 1989 a apărut o tentativă nouă de disimulare a interesului public pentru fenomenul OZN care afirmă, pe scurt, următoarele:
- rapoartele despre OZN-uri au fost contestate și explicate și reanalizate pro și contra de atâtea ori încât este greu să se mai facă diferența între adevăr și minciună. Contraargument: există un număr foarte mare de rapoarte OZN care rezistă la orice încercare de le explica pe baza unor fenomene naturale sau realizări tehnologice cunoscute.
- martorii au capacitate diferită de a percepe fenomenul, capacitate în funcție de condițiile sociale, istorice, culturale, emoționale sau cunoștințele tehnico-științifice ale acestora, astfel încât nu există rapoarte similare. Contraargument: indiferent de timpul / locul unde s-au făcut rapoarte credibile, de vârsta / sexul / pregătirea / modul de gândire al martorilor, aceștia au descris ființe, fenomene și obiecte de natură necunoscută lor, cu comportamente total neînțelese
- caracterul subiectiv al naturii umane și influența condițiilor de mai sus duc diferite moduri de percepție a fenomenului astfel încât nu există rapoarte sigure (din punct de vedere al obiectivității generale). Contraargument: caracterul subiectiv uman este variabil oriunde și oricând, așadar nu există nimic, nicăieri, absolut sigur; acest aspect este generalizat la nivelul Universului de relativitatea einsteiniană.
- să nu se uite desele dezmințiri oficiale americane care provin de la persoane de prestigiu și organizații care dispun de aparatură ultramodernă. Contraargument: Desele dezmințiri oficiale americane pot fi simptomul interesului de a ascunde opiniei publice anumite probleme spinoase
- în concluzie, dacă există un fenomen OZN atunci este un amalgam de cazuri perfect explicabile. Contraargument: Îndemnul voalat la renunțarea de a înțelege / studia un fenomen necunoscut prezintă o rezonanță anacronică / mistică.

## Listă de programe oficiale
Aceasta este o listă de programe și răspunsuri guvernamentale legate de fenomenul OZN.

### Australia
- Australian ufology

### Brazil
- Operação Prato

### Canada
- Project Magnet

### Franța
- COMETA
- GEPAN / SEPRA / GEIPAN

### Uniunea Sovietică
- Institutul 22

### Marea Britanie
- Flying Saucer Working Party
- Project Condign

### Statele Unite
- Air Force reports on the Roswell UFO incident
- Brookings Report
- Chicago O'Hare UFO sighting 2006
- Condon Committee
- Estimate of the Situation
- Executive Order 12958
- Kodiak Island UFO, 2007
- Majestic 12
- Project Blue Book
- Project Grudge
- Project Serpo
- Project Sign
- Project Silver Bug
- Robertson Panel

### Toată lumea
- Black budget
- Oameni în negru
- Special access program